# Dohnaer Schöppenstuhl

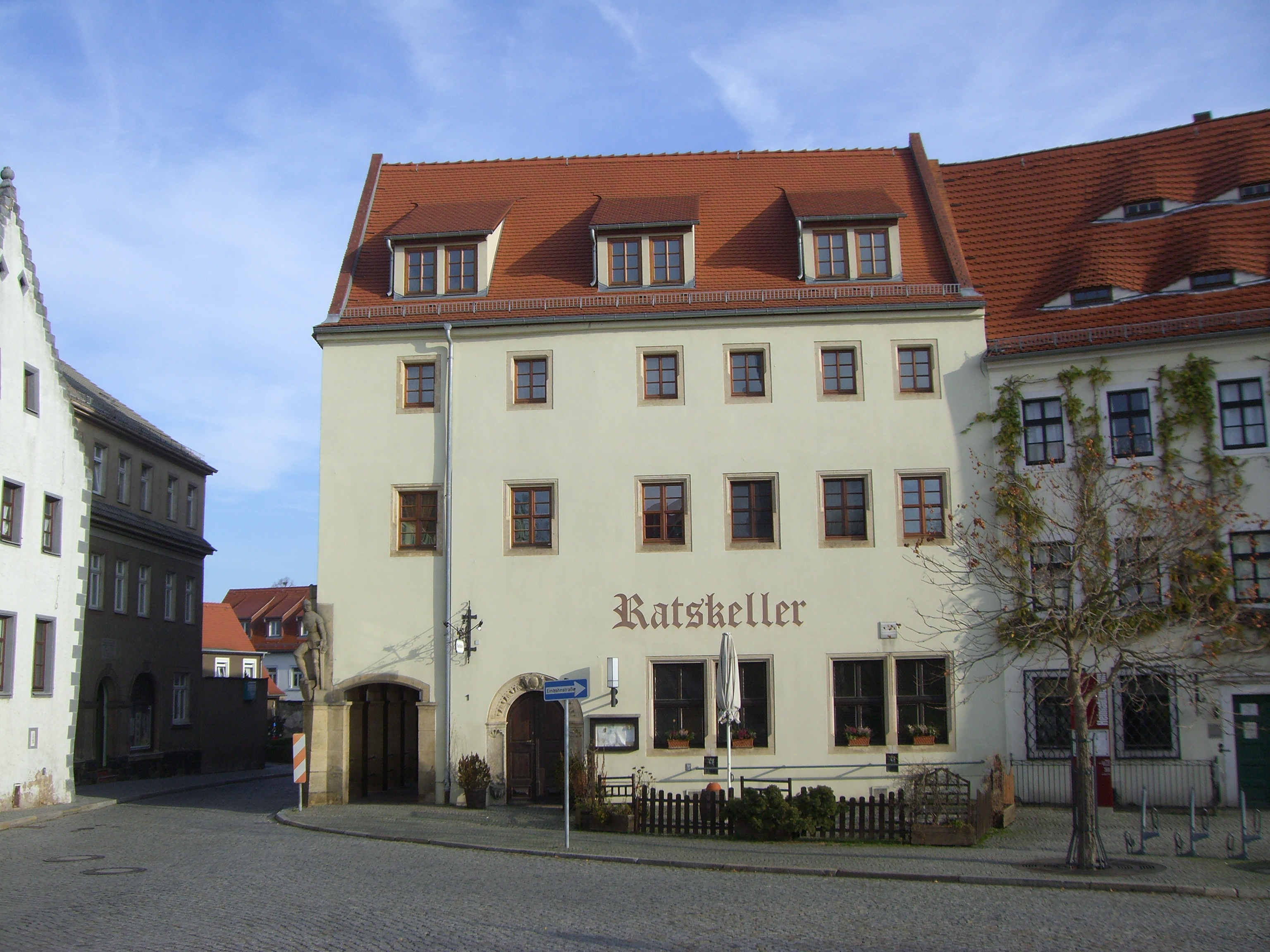
Dohna, Ratskeller, mutmaßlicher Sitz des Schöppenstuhls

Der Dohnaer Schöppenstuhl (Scanatis Donensis) war ein seit 1390 bezeugter Schöppenstuhl und gab bis 1572 vorwiegend in Lehns- und Erbsachen bis über die Grenzen Sachsens hinaus Rechtsbelehrung.

## Gründung
Gerichtsfälle des Dritten Pfennigs sind schon 1139 belegt. Wann der Schöppenstuhl gegründet wurde, ist unbekannt. Die Burggrafen von Dohna als Lehnsherren zahlreicher Vasallen und Inhaber des Münzregals (siehe Dohnaer Brakteaten), sich von Gottes Gnaden schreibend, gründeten wahrscheinlich auch den Dohnaer Schöppenstuhl, ein Schöffengericht, das nicht in regelmäßigen Zeitabständen zusammentrat, sondern von Fall zu Fall Entscheidungen traf.

## Burggrafenzeit
Den Burggrafen von Dohna oblag die königliche Gerichtsgewalt in der Burggrafschaft. Den Vorsitz des Schöppenstuhls übernahmen die Burggrafen, adlige Vasallen waren die Beisitzer. In dieser Zusammensetzung bestand das Gericht bis zur Eroberung der Burggrafschaft Dohna  und der Vertreibung der Burggrafen 1402 durch den Markgrafen von Meißen, Wilhelm den Einäugigen.
In einem Rechtsgutachten der Burggrafen, das sich in der Milichschenen Bibliothek zu Görlitz befunden haben soll, wird auf die Rechtsgrundlage des Schöppenstuhls in einem Urteil mit den Worten Sprechen wir Schöppen zu Donnenn nach landleuffigen sechsischen Rechten Bezug genommen. Die Urteile aus der Burggrafenzeit beginnen oft mit Wyr Otto heyde Jeschko unnd Jan gebrudere burggrauen zcu Donyn…  und andere größtenteils mit Wir otto Jeschko heyde unnd Jon… und die Schlussformel lautete meist: Hy off sprechen wir czu rechte und wissen keyn besseres.
Die Originale der in der Literatur angegebenen Schöppensprüche unter dem Vorsitz der Burggrafen befanden sich im Ratsarchiv Görlitz und gelten als Kriegsverlust.

## In der Pflege Dohna und im Amt Pirna
Nach der  Einverleibung der Burggrafschaft Dohna in die Markgrafschaft Meißen bestand der berühmte Dohnaer Schöppenstuhl weiter. Den Vorsitz des Gerichts übernahmen nun die Vögte der Markgrafen von Meißen, die bis zur Verlegung  ihres Wohnsitzes nach Pirna auf der Burg Dohna wohnten. Die adligen Beisitzer nannten sich die „Mannen zu Donin“. Für den Fall, dass der Vogt der Dohnischen Pflege den Vorsitz nicht übernehmen konnte, wählten die Mannen zu Dohna einen Vorsitzenden aus ihrer Mitte, der als Hauptmann bezeichnet wurde.
Die Urteile beginnen:
Wir Mannschaft (oder Mannen) zu Donin (oder der Dohnischen Pflege, in der Pflege zu Dohnin) sind  Rechtes gefragt in diesen nachgeschriebenen Worten und schließen Hierauf sprechen wir Mannen der Dohnischen Pflege für Recht und wissen es nicht besser.
In den Schöppensprüchen des 16. Jh. werden die Mannen der Dohnischen Pflege und der untersiegelnde Hauptmann der Mannschaft durch die Schöppen zu Dohna oder verordneten kurfürstlichen Schöppen zu Dohna ersetzt. Verschwunden ist letztlich auch die Ortsangabe gegeben zu Donin und auch die persönlich gehaltenen Schlussformeln werden durch allgemeine ersetzt: von Rechts wegen mit unseren Insigeln besigelt.
Eine Verfügung des  Königs  Ferdinand I. von Böhmen im Jahre 1541 schränkte die Appellation nach Dohna ein. Lehngüterprozesse sollen weiter an die zu Dohna und Prozesse um erbliche Güter an die zu Magdeburg (Magdeburger Schöffenstuhl) zur Entscheidung gebracht werden.

## Vereinigung mit dem Leipziger Schöppenstuhl
Der  Schöppenstuhl bestand zuletzt nur noch dem Namen nach. Als der 1420 gegründete Leipziger Schöppenstuhl 1572 erneuert wurde, vereinigte Kurfürst August von Sachsen den Dohnaer Schöppenstuhl mit dem Leipziger, der 1574 zur amtlichen kursächsischen Spruchbehörde wurde.

## Tagungsort
Die Annahme, dass der Schöppenstuhl nach der Eroberung der Burg Dohna von der Burg in die Stadt verlegt worden sei, ist Volksmeinung. Demnach wird der Ratskeller, Am Markt 1, als der Ort bezeichnet, an dem das Schöppengericht getagt haben soll. Der Ratskeller, ehemaliges burggräfliches Vorwerk, entspricht in seiner heutigen Gestalt dem Erneuerungsbau nach dem großen Stadtbrand von 1609, bei dem nur das Erdgeschoss mit dem gotischen Gewölbe übrig geblieben ist, und dem Anbau von 1934.